# Converse (Texas)
Converse é uma cidade localizada no estado norte-americano do Texas, no Condado de Bexar.

## Demografia
Segundo o censo norte-americano de 2000, a sua população era de 11.508 habitantes.
Em 2006, foi estimada uma população de 13.937, um aumento de 2429 (21.1%).

## Geografia
De acordo com o United States Census Bureau tem uma área de 16,4 km², dos quais 16,4 km² cobertos por terra e 0,0 km² cobertos por água.

## Localidades na vizinhança
O diagrama seguinte representa as localidades num raio de 8 km ao redor de Converse.